# Кубок наций ОФК 2008
Кубок наций ОФК 2008 был 8-м розыгрышем чемпионата Океании по футболу, он выполнял также функцию квалификационного турнира Чемпионата мира по футболу 2010 в Океании. Финальный турнир вновь не имел хозяина и был разыгран с 17 октября 2007 года по 19 ноября 2008 года.
Турнир выиграла Новая Зеландия, которая в октябре и ноябре 2009 года встретилась в стыковых матчах за право выхода на Чемпионат мира 2010 со сборной, занявшей пятое место в азиатской зоне.

## Участники
- Американское Самоа
- Вануату
- Новая Зеландия — автоматически попадает на Чемпионат Океании 2008, как лучшая в рейтинге
- Новая Каледония
- Острова Кука
- Самоа
- Соломоновы острова
- Таити
- Тонга
- Тувалу — участвует в Тихоокеанских играх, но не является членом ФИФА, поэтому в отборочных играх участвует вне конкурса.
- Фиджи

## Финальный турнир
4 команды образуют одну группу и играют по групповой системе в 2 круга.
| М | Команда         | И | В | Н | П | Мячи    | ±  | О  |
| - | --------------- | - | - | - | - | ------- | -- | -- |
| 1 | Новая Зеландия  | 6 | 5 | 0 | 1 | 14 − 5  | +9 | 15 |
| 2 | Новая Каледония | 6 | 2 | 2 | 2 | 12 − 10 | +2 | 8  |
| 3 | Фиджи           | 6 | 2 | 1 | 3 | 8 − 11  | −3 | 7  |
| 4 | Вануату         | 6 | 1 | 1 | 4 | 5 − 13  | −8 | 4  |

И — игры, В — выигрыши, Н — ничьи, П — проигрыши, Мячи — забитые и пропущенные голы, ± — разница голов, О — очки

### 1 тур
| Новая Зеландия | 0:2 | Фиджи           |
| -------------- | --- | --------------- |
|                |     | Кришна 63′, 90′ |

| Вануату    | 1:1 | Новая Каледония |
| ---------- | --- | --------------- |
| Мермер 77′ |     | Джамали 73′     |

### 2-й тур
| Фиджи | 0:2 | Новая Зеландия          |
| ----- | --- | ----------------------- |
|       |     | Вицелич 37′ · Смелц 86′ |

| Новая Каледония                    | 3:0 | Вануату |
| ---------------------------------- | --- | ------- |
| Вайока 36′ · Хмае 60′ · Диайке 87′ |     |         |

### 3-й тур
| Вануату      | 1:2 | Новая Зеландия              |
| ------------ | --- | --------------------------- |
| Напрапол 32′ |     | Смельц 53′ · Маллиган 90+3′ |

| Фиджи                            | 3:3 | Новая Каледония                    |
| -------------------------------- | --- | ---------------------------------- |
| Науату 2′ · Вакаталесау 27′, 86′ |     | Гьямачи 66′ · Кодре 83′ · Хмае 87′ |

### 4-й тур
| Новая Зеландия                             | 4:1 | Вануату    |
| ------------------------------------------ | --- | ---------- |
| Маллиган 17′, 81′ · Смельц 29′ (пен.), 34′ |     | Сакама 50′ |

| Новая Каледония                              | 4:0 | Фиджи |
| -------------------------------------------- | --- | ----- |
| Вайока 29′ (пен.) · Хмае 32′, 61′ · Мапу 64′ |     |       |

### 5-й тур
| Фиджи                   | 2:0 | Вануату |
| ----------------------- | --- | ------- |
| Кумар 7′ · Дунадаму 87′ |     |         |

| Новая Каледония | 1:3 | Новая Зеландия                |
| --------------- | --- | ----------------------------- |
| Хмае 55′        |     | Сигмунд 16′ · Смельц 65′, 75′ |

### 6-й тур
| Вануату                  | 2:1 | Фиджи          |
| ------------------------ | --- | -------------- |
| Сакама 59′ · Малас 90+2′ |     | Дунадаму 90+3′ |

| Новая Зеландия               | 3:0 | Новая Каледония |
| ---------------------------- | --- | --------------- |
| Смельц 49′, 76′ · Кристи 69′ |     |                 |

## Чемпион
| Кубок наций ОФК 2008           |
| Новая Зеландия Четвёртый титул |

Сборная, занявшая 1-е место —  Новая Зеландия — приняла участие в стыковых матчах за выход в финальный турнир Чемпионата мира 2010 с пятой командой азиатской зоны — сборной Бахрейна, и выиграла их, впервые с 1982 года пройдя в финальный турнир чемпионатов мира.

## Бомбардиры
12 голов
- Осеа Вакаталесау

9 голов
- Сеуле Соромон

8 голов
- Шейн Смельц

7 голов
- Комминс Менапи

6 голов
- Франсуа Сакама